# 蒙雷若-古尔当-波利尼昂站
蒙雷若-古尔当-波利尼昂站，简称蒙雷若站，是法国的一个铁路车站，位于法国西南部市镇古尔当-波利尼昂，靠近蒙雷若。

## 位置
蒙雷若-古尔当-波利尼昂站位于古尔当-波利尼昂市镇的北部，加龙河右岸，图卢兹－巴约讷铁路103.877公里处，距离图卢兹大约104公里，该站也是图卢兹－巴约讷铁路在上加龙省内下行方向的最后一站，再下一站拉讷默藏站已进入65省境内。车站大致呈东西走向，开口朝北。

## 历史
在2014年底以前，蒙雷若-古尔当-波利尼昂站曾为这一地区的一个铁路枢纽，图卢兹－巴约讷铁路和蒙雷若－吕雄铁路在此交汇。后者因客流不佳及线路老化而停运，SNCF提供连接本站和吕雄的大巴车线路。

## 设施
蒙雷若-古尔当-波利尼昂站设有人工售票窗口，其开放时间如下：
- 周一至四：7:00~12:00和13:15~19:00
- 学生上课期间（Période scolaire）的周五：7:00~19:00
- 学生假期期间（Vacance scolaire）的周五：7:00~12:00和13:15~19:00
- 周六：9:25~12:00和13:15~19:00
- 周日及节假日：10:15~12:00和15:45~20:00

此外，蒙雷若-古尔当-波利尼昂站还设有自动售票机等设施。

## 停靠线路
以下列车线路在蒙雷若-古尔当-波利尼昂站停靠：
| 蒙雷若-古尔当-波利尼昂站列车线路表 |                    |          |          |                 |
| 线路                               | 车种               | 上一站   | 下一站   | 大致运行频率    |
| 巴黎—昂代/伊伦                     | INTERCITÉS de nuit | 莱索布赖 | 塔布     | [ 註 2 ] [ 3 ]  |
| 图卢兹→巴约讷                      | INTERCITÉS         | 图卢兹   | 塔布     | 每天1班（单向） |
| 图卢兹—塔布/波城                   | TER                | 圣戈当斯 | 拉讷默藏 | 每天8趟左右     |
| 图卢兹—卢尔德                      | TER                | 圣戈当斯 | 拉讷默藏 | 每天1趟         |
| 图卢兹—蒙雷若                      | TER                | 圣戈当斯 | （终点） | 每天3趟左右     |
| 1. 2.                              |                    |          |          |                 |

## 配套交通

### 长途客车
| 停靠蒙雷若-古尔当-波利尼昂站的大巴车 |                                     | |
| 上下车地点                           | 运营单位                            | 主要线路及目的地 |
| 蒙雷若-古尔当-波利尼昂站门口         | 上加龙省城际客运 Réseau Arc-en-ciel | - 94线：圣戈当斯、蒙雷若、埃斯泰诺、锡尼亚克、巴涅尔德吕雄 - 98线：圣戈当斯、吕斯康、科曼日地区圣贝特朗、古尔当-波利尼昂、蒙雷若 |
| 蒙雷若-古尔当-波利尼昂站门口         | SNCF Car TER                        | - 14线：马里尼亚克、吕雄 - 当铁路线施工或罢工时，SNCF可能也会提供途径该线路沿途站点的大巴车                                      |
| 1. 2. 3.                             |                                     | |

### 市内交通
蒙雷若-古尔当-波利尼昂站附近暂无城市公共交通线路经过。

### 社会车辆
蒙雷若-古尔当-波利尼昂站门口设有社会车辆停车场。

## 临近车站
| 蒙雷若-古尔当-波利尼昂站（Gare de Montréjeau - Gourdan-Polignan） |                    |            |
| 上行车站                                                          | 线路               | 下行车站   |
| 圣戈当斯站                                                        | 图卢兹－巴约讷铁路 | 拉讷默藏站 |
| - 本表仅显示运营中的线路及车站                                    |                    |            |